# Dominique Lentini
Le bienheureux Dominique Lentini (20 novembre 1770 - 25 février 1828) est un prêtre italien de Lauria, surnommé plus tard le Précurseur du Curé d'Ars. Béatifié en 1999, il est commémoré le 25 février selon le Martyrologe romain.

## Biographie
Dominique Lentini naît le 20 novembre 1770 à Lauria de Macario et Rosaria Vitarelli. À 15 ans, il commence des études théologiques au séminaire de Policastro Bussentino. Le 27 octobre 1793, il est ordonné diacre à Mormanno, et le 8 juin prêtre en la cathédrale de Marsico Nuovo.
Il reste de longues heures à prier devant le Saint Sacrement et célèbre l'Eucharistie avec une intense ferveur, il est décrit par ses contemporains comme « un ange à l'autel » parce qu'il a des extases fréquentes. Il se montre très disponible pour le sacrement de la pénitence et se consacre à l'évangélisation surtout par la prédication et la catéchèse. Il prêche en particulier Jésus-Christ crucifié et la Vierge des Douleurs. Il accorde beaucoup de temps aux jeunes qu'il exhorte à rester ferme dans la foi,. Dans sa maison, il crée une école informelle où durant des années il forme des jeunes gratuitement, leur enseignant les lettres et les sciences.
Son époque est pourtant troublée par la Révolution française et l'ère napoléonienne, (et notamment le massacre de Lauria, commis par les troupes d'André Masséna en 1806), la Restauration et le début du Risorgimento.
Il est surnommé le Précurseur du Curé d'Ars, car comme lui, il n'hésite pas à partager le peu qu'il a avec les pauvres. Ses contemporains ont relaté l'avoir vu souvent revenir pied nu au presbytère car il avait donné ses chaussures à une famille dans le besoin.
Le 25 février 1828, le père Dominique retourne à Dieu. Les célébrations autour de sa dépouille pour ses funérailles vont durer 7 jours. Des milliers de personnes, de Lauria et des pays voisins se précipitent dans l'église pour vénérer la dépouille mortelle et participer aux célébration. Son corps est resté pendant huit jours, coloré, avec le sang coulant encore dans les veines.

## Béatification et culte
De son vivant, le prêtre était déjà réputé pour ses extases, ainsi que son don de prophétie et d'examen des cœurs. Des contemporains avaient même rapporté des miracles. 
Immédiatement après sa mort, sur sa tombe, plusieurs miracles de guérisons sont rapportés : guérisons de paralytiques, d'aveugles, de phtisiques, de difformes , de muette, de démente, de personnes atteintes de tumeurs et de fistules, de personnes stériles, ou de femmes ayant un accouchement difficile. En 1834 à Viggiano, un enfant de trois ans, se noie dans un baquet d'eau et de chaux vive. Son père désespéré prie devant l'image du défunt prêtre et l'enfant ressuscite. D'autres miracles sont encore rapportés à l'étranger.
En 1842, Mgr Laudis ouvre le procès diocésain de béatification. Le 27 janvier 1935, le pape Pie XI le déclare vénérable. Il est béatifié le 12 octobre 1997 par Jean-Paul II. Le pape Pie XI dira de lui qu'il  était « un prêtre dont la seule richesse est la prêtrise »,.
L'étude du dossier de sa canonisation est en cours. Le cas d'une guérison miraculeuse a été déposée en 2010 au Vatican. Le conseil médical en poste à Rome a approuvé cette guérison comme miraculeuse en 2014. L'avancée du dossier dépend des instances vaticanes.
Il est commémoré le 25 février selon le Martyrologe romain.